# Фидлер, Франц
Франц Фи́длер (нем. Fiedler Franz; 17 марта 1885[…], Простеёв[…] — 5 февраля 1956[…], Дрезден) — немецкий фотограф, фотохудожник-портретист, представитель сюрреалистической фотографии.

## Биография
Родился в городе Простеёв неподалёку от Оломоуца, в Моравии, в то время принадлежавшей Австро-Венгерской империи. Учился в Пльзене. Был учеником немецкого фотографа Гуго Эрфурта. Уже во время учёбы приобрёл репутацию чудака и эксцентрика.
С 1905-1911 работает в различных немецких студиях в Гамбурге и Дрездене, вхож в интеллектуальный кружок писателей Эгона Эрвина Киша и Ярослава Гашека. В 1911 году получает первую премию в области фотографии на выставке в Турине. Через два года в Праге организуется его выставка. 
После женитьбы в 1916 году на Эрне Хаусвальд основывает в Дрездене собственную студию по адресу Седанштрассе, 7. С 1919 начинает использовать в работе складную камеру 9x12, затем, к 1924 году – Leica. В 1925 году участвует в фотографической выставке «Film und Foto» в Штутгарте. В качестве рекламной брошюры он уже тогда использует изображение лица с негативной и позитивной сторон, что будет его "визитной карточкой" до конца жизни.
Крутой поворот в его карьере произошел после выставки фотосерии «Die Neue Sachlichkeit». Серия является одной из первых иллюстрированных работ, созданных в соответствии с новыми принципами фотоискусства.
В период Второй Мировой войны студия Фидлера подверглась бомбардировке; 13 февраля 1945 года она оказалась уничтожена. Всё, что от нее осталось, – это то, что Фидлер забрал с собой при отъезде в Моравию. После окончания войны он возвращается в Дрезден, и на территории уже ГДР занимается выпуском книг о технике художественной фотографии.
Умер в 1956 году.

## Сюрреалистическая фотография
Фотографическая чувствительность Фидлера была наиболее близка к эпохе модерна, что особенно сильно прослеживается в его сюрреалистических работах 1920-х годов, соотносится с творчеством других художников-фотографов, таких как Эдвард Мунк («Experimental Selfies») и Уильям Мортенсен («Extraordinary Arts Studies From West Of Zanzibar»).
В серии «Narre Tod, Mein Spielgesell» (1925), состоящей из десяти кадров-гравюр на желатиновом серебре, сжимаются в "омерзительном веселье" жизнь и смерть. Возникает эффект таинственного единства, нечто одновременно мрачное и эротичное.
Творчество Фидлера наиболее ярко проявилось в портретной живописи.  С момента своего появления на фотографической сцене он сразу понял и принял все стилистические тенденции. Мужские портреты, выполненные им, всегда статны и приземлёны, в то время как женские – обязательно идеализированы, обнажены или полуобнажены, что являет особую сторону художественной фантазии о девственности и непорочности красоты. Особенностями сюрреалистической фотографии являются попытки уловить нечто неосязаемое, призрачное, но не лишённое одухотворённости и выраженное в бликах, дуновениях теней, бессознательном, замирающем на плёнке.

## Публикации
- Dresden in Bildern', Aufnahmen von Franz Fiedler, herausgegeben von Ханс Вольфганг Сингер, Wien, Leipzig, Verlag Dr. Hans Epstein, 1930 ('Orbis urbium – Schöne Städte in schönen Bildern').
- Dufek, Antonin, Franz Fiedler, Fotografie/Photographs/Fotografien (Brünn, Prag, 2005).
- Фидлер Франц Портретная фотография / Франц Фидлер; перевод с немецкого А.Г. Земмера; предисловие к переводу и редакция кандидата технических наук Е.А. Иофиса. -М.: Всесоюзное кооперативное издательство, 1960. — 169 с.